# Amedeo Lia
Amedeo Lia (Presicce, 1913 – La Spezia, 6 settembre 2012) è stato un ingegnere, imprenditore e collezionista d'arte italiano.

## Biografia
Nacque a Presicce, in provincia di Lecce, nel 1913.
Da giovane frequentò l'Accademia navale di Livorno, dove si laureò in ingegneria meccanica, e servì nella Regia Marina come ufficiale sulla corazzata Littorio; a lui è attribuito un brevetto per un congegno elettronico che smagnetizzasse e sminasse le navi nemiche. Al momento dell'armistizio di Cassibile si trovava a Genova e nel secondo dopoguerra decise di trasferirsi stabilmente a La Spezia insieme alla moglie Ariella Moretti; nella città sprugolina fondò la IFEN (Industrie Forniture Elettriche Navali), azienda specializzata nelle forniture in ambito navale con sede principale a Ceparana.
La sua attività lavorativa lo costrinse a numerosi viaggi, che gli consentirono di sviluppare un profondo interesse per l'arte. Nel corso di circa 50 anni di attività ha collezionato oltre 1200 opere, tra cui numerosi dipinti di Pietro Lorenzetti, Bernardo Daddi, Lippo Memmi, Lippo di Benivieni, Barnaba da Modena, il Sassetta, Vincenzo Foppa, Antonio Vivarini, di Pontormo, Tiziano, Tintoretto, Sebastiano del Piombo e il Canaletto. Nel 1995 decise di donare la sua ampia collezione al comune di La Spezia, che nel corso dell'anno successivo ha inaugurato il Museo civico Amedeo Lia all'interno dello storico complesso di San Francesco di Paola; in occasione dell'apertura del museo il critico d'arte Federico Zeri sostenne, scherzosamente, che "I mercanti dovevano tenere in grande considerazione Lia, se tra le mille opere che abbiamo passato in rassegna non c’è neppure un falso".
È morto il 6 settembre 2012 presso l'ospedale Sant'Andrea di La Spezia.